# آژانس مرکزی آمار نروژ
آژانس مرکزی آمار نروژ (نروژی: Statistisk sentralbyrå)، با حروف اختصاری: (SSB)، یک نهاد تخصصی مستقل دولتی در نروژ است. این مؤسسه، مسئول جمع‌آوری، پردازش و انتشار آمار رسمی در نروژ است. در درجه اول، آژانس مرکزی آمار نروژ، پوشش نیازهای آماری جامعه نروژ را بر عهده دارد، اما در عین حال، در همکاری آماری در روابط بین‌المللی نیز شراکت دارد.

## پیشینه
آژانس مرکزی آمار نروژ، در سال ۱۸۷۶ میلادی، به شکل یک اداره دولتی تأسیس شد و در بدو امر، از همکاری ۱۵ کارمند، برخوردار بود. تا پیش از تأسیس آژانس فوق، یک اداره، تحت مدیریت وزارت اقتصاد و دارایی نروژ، به نام اداره «جدول و نمودار» که در سال ۱۸۴۶م، بنیانگذاری شده بود، مسئول پوشش نیازهای آماری دولت و جامعه نروژ بود. مدیریت اداره «جدول و نمودار» در سال ۱۸۴۶م، به وزارت داخله نروژ سپرده شد. فعالیت آژانس مرکزی آمار نروژ، به ویژه از سال ۱۹۶۰م، به بعد رشد قابل ملاحظه ای داشته‌است. یکی از دلایل این رشد، از جمله گسترش برنامه‌ریزی‌های عمومی و دولتی است که نیاز به اطلاعات آماری دارند.
همراه با تصویب قانون جدید آمار در نروژ، در سال ۲۰۱۹م، استقلال آژانس مرکزی آمار نروژ، از مقامات سیاسی، بیش از پیش تحکیم شد. این تحکیم در استقلال آژانس، هم به دلیل صراحت متن قانون بود؛ و هم با جایگزینی هیئت مدیره، توسط یک شورای اداری، اعمال شد.
یکی از بزرگترین بحران‌های تاریخ آژانس در سال ۲۰۱۷م، دقیقاً معلول ضعف استقلال این نهاد بود؛ یعنی زمانی که مدیر اجرایی آژانس با وزارت اقتصاد و دارایی نروژ، در مورد تجدید سازمان دهی آژانس دچار اختلاف شد. وزارت اقتصاد و دارایی نروژ، عقیده داشت تجدید سازماندهی باعث ایجاد تغییر در حوزه وظایف و اختیارات آژانس می‌شود و حاضر نبود بخش‌هایی از این تجدید سازماندهی را بپذیرد. این اختلاف آشکار، بحثی اساسی را در مورد حدود اختیارات مدیریت اداری برانگیخت و در نوامبر سال ۲۰۱۷م، مدیر آژانس، مجبور به استعفاء شد.

آژانس مرکزی آمار نروژ، بعد از اعمال سازماندهی مجدد، در حین سال‌های ۲۰۱۶ تا ۲۰۱۹م، در حال حاضر از ۴ بخش تخصصی و اداری تشکیل شده‌است:
1. اداره آمار اقتصادی
2. اداره آمار فردی و اجتماعی
3. بخش تجارت و آمار محیطی
4. بخش تحقیقات[۴]